# 汚物掃除法
汚物掃除法（おぶつそうじほう、明治33年3月7日法律第31号）は、日本最初の廃棄物に関する法律である。1900年（明治33年）3月7日公布、1900年4月1日施行、1930年（昭和5年）改正、1954年（昭和29年）7月1日、清掃法施行に伴い廃止。
公安管轄で本文9条と附則2条からなり、汚物の種類は命令で定めるとされていた。

## 概要
開国以降、都市への人口移動と貿易拡大に伴い、伝染病の流行が相次ぎ、特にコレラは数万人の死者を出す流行が頻発しており、1899年（明治32年）にはペストが神戸港に上陸している。
これらに対抗し公衆衛生を改善するため、伝染病予防法（1897年）、海港検疫法（1899年）に次いで、旧下水道法と同時に制定された。
内容は、私有地については土地の所有者使用者又は占有者に、公有地は市に「汚物ヲ掃除シ清潔ヲ保持スルノ義務」を定め、さらに市は「蒐集シタル汚物ヲ処分スルノ義務」を負うものとされ、町村についても準用された。
この時から、ごみとし尿の収集が地方行政の事務として位置付けられることになった。
1930年（昭和5年）の改正では、 4条の2が新設され、市は、汚物処理について、命令の定めるところにより、手数料又は使用料を義務者から徴収することができることとされた。

## 規則
汚物掃除法施行規則
第1条で「汚物掃除法ニ依リ掃除スヘキ汚物ハ塵芥汚泥汚水及糞尿トス」と定義がなされている（のちに「灰燼」として、燃えがらが追加）
処分はなるべく焼却によると定められているが、当時まだ焼却炉の技術はなく、野焼きによっていた
- その他関連する規則が多い。この傾向は現行法でも続いているといえる。
  - 汚物掃除法施行細則
  - 汚物掃除法施行細則第二十八条第一項ノ規定ニ依リ掃除義務者ヲシテ屎尿ノ処分ヲ為サシムル地域及期間
  - 汚物掃除法施行細則第九条第一項第一号ノ地域指定ノ件
  - 清掃営業取締規則
  - 汚物掃除法施行地域外ニ於ケル清掃規則
  - 汚物取扱業取締規則
  - 清潔保持ニ関スル取締規則